# CSN1S1
CSN1S1 (англ. Casein alpha s1) – білок, який кодується однойменним геном, розташованим у людей на короткому плечі 4-ї хромосоми. Довжина поліпептидного ланцюга білка становить 185 амінокислот, а молекулярна маса — 21 671.
| 10         |  | 20         |  | 30         |  | 40         |  | 50         |
| ---------- |  | ---------- |  | ---------- |  | ---------- |  | ---------- |
| MRLLILTCLV |  | AVALARPKLP |  | LRYPERLQNP |  | SESSEPIPLE |  | SREEYMNGMN |
| RQRNILREKQ |  | TDEIKDTRNE |  | STQNCVVAEP |  | EKMESSISSS |  | SEEMSLSKCA |
| EQFCRLNEYN |  | QLQLQAAHAQ |  | EQIRRMNENS |  | HVQVPFQQLN |  | QLAAYPYAVW |
| YYPQIMQYVP |  | FPPFSDISNP |  | TAHENYEKNN |  | VMLQW      |  |            |

A: Аланін

C: Цистеїн

D: Аспарагінова кислота

E: Глутамінова кислота

F: Фенілаланін

G: Гліцин

H: Гістидин

I: Ізолейцин

K: Лізин

L: Лейцин

M: Метіонін

N: Аспарагін

P: Пролін

Q: Глутамін

R: Аргінін

S: Серин

T: Треонін

V: Валін

W: Триптофан

Кодований геном білок за функцією належить до фосфопротеїнів. 
Задіяний у таких біологічних процесах як поліморфізм, альтернативний сплайсинг. 
Секретований назовні.